# Gongora arcuata
Gongora arcuata är en orkidéart som beskrevs av Günter Gerlach och Toulem. Gongora arcuata ingår i släktet Gongora och familjen orkidéer.
Artens utbredningsområde är Colombia. Inga underarter finns listade i Catalogue of Life.

## Bildgalleri

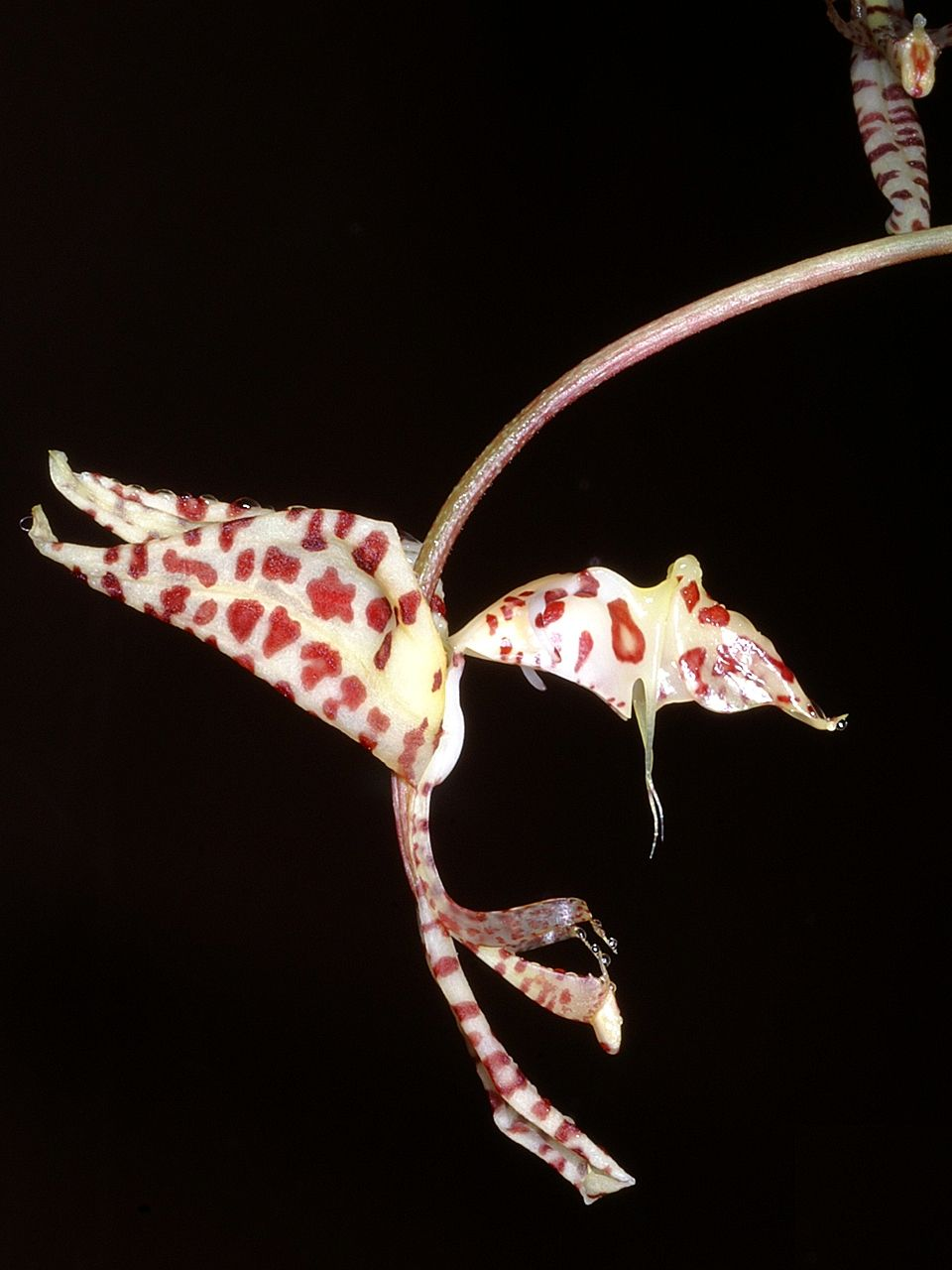